# Mleko zbożowe
Mleko zbożowe − napój, zamiennik mleka pochodzenia zwierzęcego wytwarzany z przeważnie sfermentowanych nasion zbóż lub mąki. Mleko zbożowe może być wytwarzane z owsa, orkiszu, ryżu, pszenicy, pszenicy samopszej, komosy ryżowej.
Mleko zbożowe przypomina wyglądem mleko krowie. Wartość odżywcza zależy od rodzaju i gatunku użytego zboża. Zawiera mniej protein, a więcej węglowodanów niż  mleko krowie. Może zawierać wapń i pewne witaminy, zwłaszcza witaminę B12, które zostały dodane w toku produkcji.
Ubogie w kwasy tłuszczowe, nie zawiera cholesterolu, tłuszczu mlecznego, ani laktozy − przez co jest szczególnie polecane dla osób cierpiących na nietolerancję laktozy, jak również ze skazą białkową.
Na rynku dostępne są napoje aromatyzowane o różnych smakach, m.in. truskawkowym, waniliowym, czekoladowym.